# Bab al-Wazir
Bab al-Wazir (lingua araba باب الوزير, "Cancello del Vizir"), è una delle porte fortificate del Cairo d'epoca medievale, di età fatimide. Fu costruita nel 1341 dal vizir Najm al-Dīn Muḩammad, i suoi resti si trovano nell'odierno distretto di al-Darb al-Ahmar sempre nella zona di Il Cairo storica.